# Злобин, Владимир Константинович
Владимир Константинович Злобин (21 февраля 1938 — 30 сентября 2020) — советский и российский учёный в области радиоэлектроники, доктор технических наук (1980), профессор (1982), ректор РГРТУ (1983—2007), заслуженный деятель науки и техники Российской Федерации (1994).

## Биография
Родился 21 февраля 1938 года в д. Новосильевка Покровского района Орловской области.
Учился в Дросковской средней школе, в 1960 г. с отличием окончил Рязанский радиотехнический институт (РРТИ), и работал там же ассистентом, старшим преподавателем кафедры математических машин и вычислительных устройств.
С 1963 по 1966 г. аспирант МВТУ им. Баумана. После защиты кандидатской диссертации вернулся в РРТИ: старший преподаватель, с 1967 г. доцент. В 1969 г. при его непосредственном участии на базе научной лаборатории РРТИ было создано Особое конструкторское бюро «Спектр» (ныне ФГПУ «Особое конструкторское бюро „Спектр“»).
С 1980 г. после защиты докторской диссертации — заведующий кафедрой электронных вычислительных машин, с 1982 г.— профессор кафедры. С июля 1983 по декабрь 2007 г. — ректор РГРТУ.
За время его работы ректором вуз подготовил около 25 тысяч специалистов. В 1993 г. институт получил статус академии, в 2005 г. — университета.
Заслуженный деятель науки и техники Российской Федерации, почётный работник высшего образования России. Награждён орденами «Знак Почёта», Почёта.
Решением Рязанского городского Совета, 13 сентября 2007 года присвоено звание «Почётный гражданин города Рязани».